# David Parton
David Eric Stanley Parton, ook bekend als Des Parton, (Newcastle-under-Lyme) is een Britse singer-songwriter en platenproducent.

## Carrière
Parton was de frontman van Strange Fox, die begin jaren 1970 bevriend waren met Tony Hatch. Parton behaalde midden jaren 1970 een succes als songwriter voor Sweet Sensation met de songs Sad Sweet Dreamer (VK, #1) en Purely by Coincidence. Hij arrangeerde en produceerde beide nummers met Tony Hatch en Jackie Trent.
In 1975 bracht Parton het album Snaps uit bij Buk Records, een niet lang bestaand hulplabel van Decca Records. Een jaar later kwam hij voor de dag met de band The Cyril Dagworth Players, waar Parton zich voordeed als Dagworth. Ze brachten een album uit, geproduceerd door Parton en Hatch.
Parton zong daarna een coverversie van Isn't She Lovely van Stevie Wonder, die hij ook produceerde met Hatch. Toen de feitelijk gecontracteerde zanger Marcel King van Sweet Sensation niet in staat was om Wonders zangsubtiliteit weer te geven, zong Parton de leadzang en werd besloten om deze versie uit te brengen. Dit gebeurde op 15 januari 1977 en de single plaatste zich 9 weken lang in de Britse hitlijst (#4). Bij gebrek aan verdere hit-activiteiten werd hij in de boeken geschreven als eendagsvlieg. Later werkte hij als songwriter en producent in Cheshire.
Hij had doorgaans gezongen en gitaar gespeeld met plaatselijke bands uit North Staffordshire.

## Discografie

### Singles
- 1977: Isn't She Lovely (Pye Records)
- 1977: In Everything You Do (Pye Records)

### Albums
- 1975: Snaps (Buk Records)

### Als songwriter
- Sad Sweet Dreamer - Sweet Sensation
- Purely by Coincidence - Sweet Sensation
- Belinda - Coup De Cœur